# Lindner B 13/27
B 13/27 – oznaczenie stosowane od 1934 r. przez przedsiębiorstwo Berliner Verkehrs-Gesellschaft (BVG) dla serii czterech wagonów doczepnych, wyprodukowanych w 1914 r. jako wagony letnie dla sieci tramwajowej gminy Heiligensee an der Havel.

## Historia
W związku z dużą liczbą pasażerów korzystających w okresie letnim z otwartej w 1913 r. linii tramwajowej, gmina Heiligensee an der Havel zamówiła rok później cztery dwuosiowe wagony letnie w zakładach Gottfried Lindner AG w Ammendorfie (dziś Halle-Ammendorf). W porównaniu ze standardowymi wagonami letnimi tramwaje te wyróżniały się platformami wejściowymi umieszczonymi na początku oraz końcu nadwozia, a także zabudowanymi ścianami bocznymi. Z prawej i z lewej strony nadwozia znajdowały się po cztery otwory okienne, w których zawieszone były zasłony chroniące przed niekorzystnymi warunkami pogodowymi.
W 1920 r. firma Berliner Straßenbahn nadała wagonom numery taborowe z zakresu 1584–1587. W 1927 r. platformy zabudowano, a otwory okienne oszklono. Po zakończeniu przebudowy tramwajom nadano nowe numery taborowe 1486II–1489II. W 1934 r. tramwaje otrzymały nowe oznaczenie B 13/27 zgodne z nomenklaturą wprowadzoną przez BVG.
Po podziale przedsiębiorstwa BVG w sierpniu 1949 r. trzy doczepy 1487II–1489II pozostały w Berlinie Wschodnim. Wagon 1487II wycofano z ruchu po 1950 r., natomiast pozostałe dwa wagony przekazano w 1964 r. do Poczdamu, gdzie otrzymały numery 168 i 169. Ich eksploatacja została zakończona w 1968 r. Brak jest danych dotyczących losów wagonu 1486II.

## Dostawy
| Państwo              | Miejscowość              | Lata dostaw    | Liczba | Numery taborowe |
| -------------------- | ------------------------ | -------------- | ------ | --------------- |
| Cesarstwo Niemieckie | Heiligensee an der Havel | 1914           | 4      | 27–30           |
| Łączna liczba:       | Łączna liczba:           | Łączna liczba: | 4      |                 |